# Péter Medgyessy

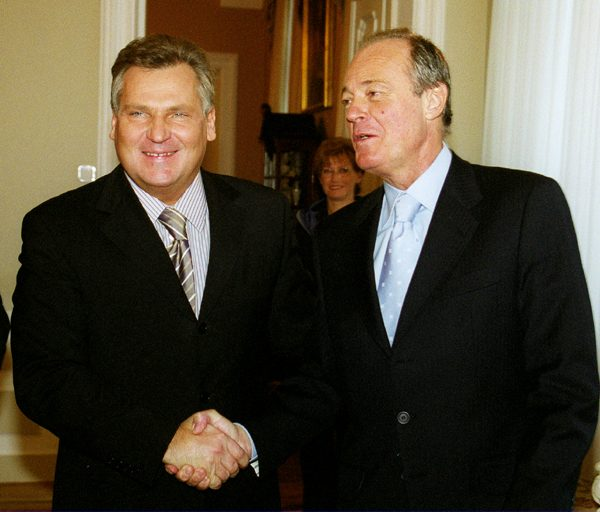
Prezydent RP Aleksander Kwaśniewski oraz Péter Medgyessy

Péter Medgyessy (wym. [peːtɛr mɛɟːɛʃːi]; ur. 19 października 1942 w Budapeszcie) – węgierski ekonomista i polityk, minister finansów (1987, 1996–1998), wicepremier (1988–1990), parlamentarzysta, premier Węgier w latach 2002–2004.

## Życiorys
Studiował ekonomię teoretyczną na stołeczny Uniwersytecie Ekonomicznym. Studia ukończył w 1966, później obronił na tej samej uczelni doktorat. W latach 70. był agentem komunistycznego kontrwywiadu ministerstwa spraw wewnętrznych o kryptonimie „D-209”. Był wieloletnim członkiem Węgierskiej Socjalistycznej Partii Robotniczej. Od 1966 do 1982 zajmował różne stanowiska kierownicze w departamentach Ministerstwa Finansów, był m.in. dyrektorem jednego z departamentów. W 1982 został wiceministrem finansów, zaś w 1987 zajmował stanowisko ministra. W tym czasie przeprowadził reformę systemu bankowego i podatkowego, co uznawane jest za krok w kierunku gospodarki wolnorynkowej. Między 1988 a 1990 był wicepremierem do spraw gospodarczych.
Po odsunięciu komunistów od władzy przeszedł do sektora bankowego, pełnił funkcje dyrektora zarządzającego i prezesa różnych banków. W 1994 został doradcą premiera Gyuli Horna. W 1996 wszedł w skład jego gabinetu jako minister finansów, urząd ten sprawował do 1998. Po ukończeniu kadencji został przewodniczącym rady dyrektorów banku Inter-Európa Bank i wiceprezesem firmy ubezpieczeniowej Atlasz. Funkcje te pełnił do 2001.
W czerwcu tegoż roku został ogłoszony kandydatem Węgierskiej Partii Socjalistycznej na urząd premiera. W wyborach w 2002 uzyskał mandat posła do Zgromadzenia Narodowego. 27 maja 2002 został powołany na urząd premiera, stając na czele koalicyjnego rządu socjalistów i liberałów. W okresie jego urzędowania w 2003 odbyło się referendum akcesyjne, a w 2004 Węgry dołączyły do Unii Europejskiej. W sierpniu tegoż roku podał się dymisji w obliczu groźby rozpadu koalicji rządowej. 29 września 2004 nowym premierem został Ferenc Gyurcsány.

## Odznaczenia
- Krzyż Komandorski z Gwiazdą Orderu Zasługi Republiki Węgierskiej (1998, Węgry)
- Krzyż Wielki Orderu Korony (2002, Belgia)
- Krzyż Wielki Orderu Zasługi Chile (2003, Chile)
- Wielki Oficer Legii Honorowej (2004, Francja)
- Kawaler Legii Honorowej (2000, Francja)
- Złota i Srebrna Gwiazda Orderu Wschodzącego Słońca (2002, Japonia)
- Krzyż Zasługi na Wstędze Orderu Zasługi RFN (2004, Niemcy)
- Krzyż Wielki Orderu Świętego Olafa (2003, Norwegia)
- Krzyż Wielki Orderu Zasługi (2002, Norwegia)
- Krzyż Komandorski z Gwiazdą Orderu Zasługi (1998, Wspólnota Narodów)